# Josef Enslein
Josef Enslein (* 8. März 1870 in Wien; † 5. Januar 1952 ebenda) war ein österreichischer Lehrer und Politiker (SPÖ).

## Leben
Josef Enslein war ein Waisenkind und wuchs im Waisenhaus auf. Er besuchte in St. Pölten das Lehrerseminar und arbeitete zunächst als Lehrer in Waisenhäusern und Volksschulen in Wien. Dort wurde er Mitglied der Junglehrerbewegung von Karl Seitz und gab mit diesem zusammen die Zeitschrift Die freien Lehrerstimmen heraus. Er gehörte mit Otto Glöckel und Ludo Hartmann zu den Gründern des Zentralvereins der Wiener Lehrerschaft und des Vereins Freie Schule. Als Direktor einer von diesem Verein geführten Schule seit 1905 konnte er neue Unterrichtsmethoden erproben und Pionierarbeit für die später in den 1920er Jahren verwirklichte Schulreform Glöckels leisten.
1919 wurde Enslein Obmann der Wiener Lehrerschaft und außerdem Vizepräsident des Verbandes der städtischen Angestellten. Er gehörte dem Stadtschulrat für Wien an und ging 1926 in Pension.
Bereits im hohen Alter wurde Enslein 1945 für einige Monate Unterstaatssekretär (entspricht einem heutigen Staatssekretär) im Staatsamt für Volksaufklärung, Unterricht, Erziehung und Kultusangelegenheiten in der Provisorischen Staatsregierung Renner, wo er die Reorganisation des Pflichtschulwesens einleitete.
Er wurde am Wiener Zentralfriedhof in einem ehrenhalber gewidmeten Grab bestattet.
1950 wurde er zum Bürger der Stadt Wien ernannt, 1953 wurde der Josef-Enslein-Platz in Wien-Favoriten nach ihm benannt.